# Pachybrachis luridus
Pachybrachis luridus  (лат.) — вид жуков-скрытоглавов из семейства листоедов (Chrysomelidae). Северная Америка: Канада и США. Длина самцов 2,65 ± 0,23 мм, ширина 1,45 ± 0,12 мм. Основная окраска чёрная с красновато-рыжими отметинами на переднеспинке. Ассоциирован с растениями Baptisia leucantha T. & G., Baptisia tinctoria (Fabaceae), Quercus spp. (Fagaceae). Вид был впервые описан в 1798 году датским энтомологом Иоганном Христианом Фабрицием
.